# Клітини Кахаля-Ретціуса

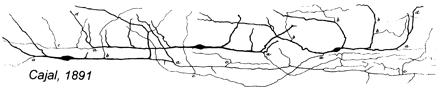
Клітина Кахаля-Ретціуса, забарвлена Рамон-і-Кахалем в 1891 році.

Клітини Кахаля-Ретціуса (англ. Cajal-Retzius cells) — гетерогенна сукупність морфологічно та молекулярно відмінних нейронів, які рано утворюються та заселяють маргінальну зону кори головного мозку. Вперше описані шведським ученим Густавом Ретціусом та іспанським нейрогістологом Сантьяго Рамон-і-Кахалем.
Клітини Кахаля-Ретціуса синтезують і секретують глікопротеїн рилін, який украй важливий для правильної міграції кортикальних нейронів. Показано, що рилін скупчується в аксональному сплетенні клітин в «аксональних рилінових резервуарах».